# Theophil von Podbielski
Theophil Eugen Anton von Podbielski (ur. 17 października 1814 w Köpenick; zm. 31 października 1879 w Berlinie) – pruski wojskowy polskiego pochodzenia, generał kawalerii, kurator Zjednoczonej Szkoły Artylerii i Inżynierii (Vereinigte Artillerie- und Ingenieurschule zu Berlin).
Pochodził z jednego z polskich rodów szlacheckich. 28 kwietnia 1843 poślubił Agnes von Jagow (1823-1887). Ich synem był sekretarz stanu, pruski minister rolnictwa Victor von Podbielski (1844-1916), zaś wnukiem - polityk NSDAP i nadburmistrz Frankfurtu nad Odrą Viktor von Podbielski (1892-1945). Służył jako kwatermistrz generalny niemieckiego sztabu generalnego podczas wojny austriacko-pruskiej i ponownie wojny francusko-pruskiej. Po zakończeniu konfliktu objął stanowisko generalnego inspektora artylerii. 
W 1889 jego imieniem nazwano 5 Pułk Artylerii Polowej (Feldartillerieregiment Nr. 5).

## Odznaczenia
Odznaczenia gen. von Podbielskiego to między innymi:
- Order Orła Czerwonego I klasy z liśćmi dębu (Prusy)
- Orde Pour le Mérite z liśćmi dębu (Prusy)
- Order Królewski Korony II klasy z mieczami (Prusy)
- Komandor z Gwiazdą Orderu Hohenzollernów z mieczami (Prusy)
- Krzyż Żelazny I klasy (Prusy)
- Odznaka za Służbę Wojskową (Prusy)
- Krzyż Wielki Orderu Alberta Niedźwiedzia (Anhalt)
- Krzyż Wielki Orderu Lwa Zeryngeńskiego z mieczami (Badenia)
- Krzyż Wielki Orderu Zasługi Wojskowej (Bawaria)
- Krzyż Wielki Order Zasługi Filipa Wspaniałomyślnego (Hesja)
- Medal Zasługi Wojskowej z mieczami (Schaumburg-Lippe)
- Krzyż Zasługi Wojskowej I klasy (Meklemburgia)
- Kawaler Krzyża Wielkiego Orderu Lwa Niderlandzkiego (Niderlandy)
- Krzyż Wielki Orderu Leopolda z dekoracją wojenną (Austro-Węgry)
- Krzyż Wielki Orderu Domowego i Zasługi z mieczami (Oldenburg)
- Order Orła Białego (Imperium Rosyjskie)
- Krzyż Wielki Orderu Zasługi z dekoracją wojenną (Saksonia)
- Krzyż Wielki Orderu Alberta (Saksonia)
- Krzyż Wielki Orderu Sokoła Białego (Saksonia-Weimar)
- Krzyż Wielki Orderu Fryderyka (Wirtembergia)
- Krzyż Wielki Orderu Zasługi Wojskowej (Wirtembergia)